# Jim Abrahams

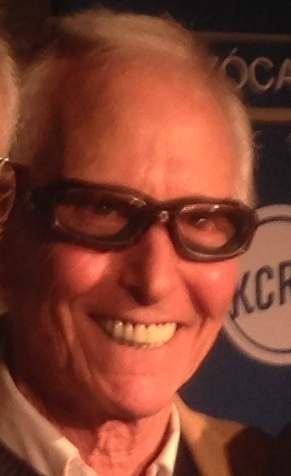
Jim Abrahams (2015)

James Steven „Jim“ Abrahams (* 10. Mai 1944 in Shorewood, Wisconsin; † 26. November 2024 in Santa Monica, Kalifornien) war ein US-amerikanischer Drehbuchautor und Filmregisseur. Er war Teil des Filmemacher-Trios ZAZ.

## Werdegang
Abrahams war Sohn einer Bildungsforscherin und eines Anwalts. Er studierte an der University of Wisconsin–Madison. Er arbeitete zunächst als Detektiv und gründete dann mit seinen Kindheitsfreunden, den Brüdern Jerry und David Zucker, in der Stadt Madison, Wisconsin die Showbühne Kentucky Fried Theatre. Ihre  Eltern waren miteinander bekannt, die Väter geschäftlich miteinander verbunden, die Familien gingen zur gleichen Synagoge. Das Trio aus Zucker/Abrahams/Zucker schloss sich bereits früh zusammen, da sie in Milwaukee gemeinsam aufwuchsen. Mitte der 1970er Jahre gelangten sie nach Los Angeles, wo sie das Drehbuch zum Film Kentucky Fried Movie schrieben, der Kinofassung ihrer Bühnenshow. Drei Jahre später führten sie erstmals gemeinsam Regie.
Abrahams ist vor allem für die ironischen, gagreichen Drehbücher bekannt, die er mit den Zucker-Brüdern schrieb. Hierzu gehören u. a. Die unglaubliche Reise in einem verrückten Flugzeug, für das er für einen BAFTA Award für das beste Drehbuch nominiert wurde, und die Filmtrilogie Die nackte Kanone.
Seit Ende der 1980er Jahre konzentrierte sich Abrahams auf die Produktion eigener Filme wie beispielsweise Zwei mal Zwei oder Hot Shots!.
Abrahams war seit 1976 verheiratet, er hat eine Tochter und zwei Söhne. Er starb im Alter von 80 Jahren in seinem Zuhause im kalifornischen Santa Monica.

## Filmografie
Regie
- 1980: Die unglaubliche Reise in einem verrückten Flugzeug (Airplane!, auch Produzent und Drehbuch)
- 1982: Die nackte Pistole (Police Squad!, auch Produzent und Drehbuch)
- 1984: Top Secret! (auch Produzent und Drehbuch)
- 1986: Die unglaubliche Entführung der verrückten Mrs. Stone (Ruthless People)
- 1988: Zwei mal Zwei (Big Business)
- 1990: Ein Mädchen namens Dinky (Welcome Home, Roxy Carmichael)
- 1991: Hot Shots! – Die Mutter aller Filme (Hot Shots, auch Drehbuch)
- 1993: Hot Shots! Der zweite Versuch (Hot Shots! Part Deux, auch Drehbuch)
- 1997: Solange es noch Hoffnung gibt (…First Do No Harm, auch Produzent)
- 1998: Mafia! – Eine Nudel macht noch keine Spaghetti! (Jane Austen’s Mafia!, auch Drehbuch)

Beteiligung ohne Regie
- 1977: Kentucky Fried Movie (The Kentucky Fried Movie, Darsteller und Drehbuch)
- 1988: Die nackte Kanone (The Naked Gun: From the Files of Police Squad!, Drehbuch und ausführender Produzent)
- 1991: Die nackte Kanone 2½ (The Naked Gun 2½: The Smell of Fear, ausführender Produzent)
- 1994: Die nackte Kanone 33⅓ (Naked Gun 33⅓: The Final Insult, ausführender Produzent)
- 2006: Scary Movie 4 (Drehbuch)

## Einzelnachweis
1. 1 2 3 4  Jim Abrahams, ‘Airplane!’, ‘Naked Gun’ and ‘Hot Shots!’ Master of Mirth, Dies at 80. In: hollywoodreporter.com. 26. November 2024, abgerufen am 26. November 2024 (englisch).

| Personendaten    | Personendaten                                            |
| ---------------- | -------------------------------------------------------- |
| NAME             | Abrahams, Jim                                            |
| ALTERNATIVNAMEN  | Abrahams, James Steven                                   |
| KURZBESCHREIBUNG | US-amerikanischer Regisseur, Produzent und Drehbuchautor |
| GEBURTSDATUM     | 10. Mai 1944                                             |
| GEBURTSORT       | Shorewood, Wisconsin                                     |
| STERBEDATUM      | 26. November 2024                                        |
| STERBEORT        | Santa Monica, Kalifornien                                |